# 炒底
炒底又名窝底，是中國福建建瓯的一道特色菜，在当地非常受欢迎。主要原料有竹笋（以鲜嫩冬笋为佳），肥猪膘，黄花菜和粉丝等。制作这道菜所需要的时间比较长，首先是将大量冬笋入锅用大火煮十几小时直到笋的颜色变棕褐色，但有时也用蒸的方法。其次将冬笋切丝同切细的猪肥膘等其他原料一同煸炒并调味，然后加水煮熟，最后用地瓜粉勾芡成糊状。这道菜的特点是鲜咸甜脆。由于需要使用大量的时令冬笋，而冬笋的季节较短，价格也比春笋要高不少，因此这道菜一般只在过年的时候才吃。